# Manchester Open 1974
Il Manchester Open 1974 è stato un torneo di tennis giocato sull'erba. È stata la 1ª edizione del Manchester Open, che del Commercial Union Assurance Grand Prix 1974. Si è giocato a Manchester in Gran Bretagna, dal 3 al 9 giugno 1974.

## Campioni

### Singolare
Jimmy Connors ha battuto in finale  Mike Collins 13-11 6–2

### Doppio
Syd Ball /  Bob Giltinan hanno battuto in finale  W Perkins /  Pancho Walthall con il punteggio di 6–2 6–3